# Кеоуа Нуи
Кеоуа Нуи (хав. Keōua Nui)) или једноставно Кућа Кеоуа је проширена краљевска породица древних Хаваја из које потиче владајућа породица Камехамеха I и Луналило.

## Порекло
Кеоуа Каланикупуапаʻикаланинуи Ахилапалапа, отац Камехамеха I, био је једини син Кеаумокуа Великог и високог поглавице Камакаʻокуа.
Кеоуино порекло по оцу потиче из огранка краљевске породице острва Хаваји. Његов отац, поглавица Кеʻеаумоку-нуи из Кохале и Коне, био је други син Кеавеʻикекахиалиʻиокамокуа, краља Хаваја, и његове полусестре невесте Каланикаулелеиаиви. Био је познат као Пио шеф највишег реда, јер су и његова мајка и отац били чиста краљевска крв. Био је чак супериорнији од свог старијег брата Каланинуиамамао, од којег потичу Калакауа и Кавананакоа. Због ова два брата која су се борила за наследство краљевства острва Хаваји након смрти Кеавеʻикекахиалиʻиокамоку, острво је растворено у прегрште независних зараћених фракција.
Порекло Кеоуине мајке, поглавице Камака'имоку, ћерке Куʻа Нуʻуануа, начелника округа Оаху, потекло је од племства Хилоса, потомака најмлађег сина краља Уми-а-Лилоа Кумалаеа, владара Хила. Његова мајка је такође била мајка Каланиʻпупуа из Каланинуиамамаоа, што га је учинило полубратом Каланиʻпупуа и ујаком Кивалаоа. Камакаʻимоку је такође била полусестра Хеулуа (преко мајке Умиула-а-каʻахуману), оца Кеаве-а-Хеулуа, другог претка породице Калакауа.
Камехамеха I из Куће Кеоуа Нуи освојио је појединачна острва 1795. године и ујединио их је у Краљевину Хаваја. Његова област директног потомка зове се Кућа Камехамеха. Куће његове браће и сестара тада су такође сматране делом краљевске породице.